# Häätaru
Häätaru – wieś w Estonii, w prowincji Põlva, w gminie Kõlleste.